# Região Geográfica Imediata de Além Paraíba
A Região Geográfica Imediata de Além Paraíba é uma das 70 regiões imediatas do Estado de Minas Gerais, uma das 10 regiões imediatas que compõem a Região Geográfica Intermediária de Juiz de Fora e uma das 509 regiões imediatas do Brasil, criadas pelo IBGE em 2017.
É composta por 05 municípios, tendo uma população estimada pelo IBGE para 1.º de julho de 2017, de 58 173 habitantes e uma área total de km².

## Municípios
Fonte: IBGE – Cidades
| Município                    | População Estimada 2017 | Área (km²) |
| ---------------------------- | ----------------------- | ---------- |
| Além Paraíba                 | 35 866                  | 511,199    |
| Estrela Dalva                | 2 448                   | 131,877    |
| Pirapetinga                  | 10 876                  | 192,230    |
| Santo Antônio do Aventureiro | 3 668                   | 201,887    |
| Volta Grande                 | 5 315                   | 208,874    |
| Total                        | 58 173                  |            |